# Scarus dimidiatus
Scarus dimidiatus е вид бодлоперка от семейство Scaridae. Видът не е застрашен от изчезване.

## Разпространение и местообитание
Разпространен е в Австралия, Американска Самоа, Бруней, Вануату, Виетнам, Гуам, Източен Тимор, Индонезия, Камбоджа, Кокосови острови, Малайзия, Маршалови острови, Микронезия, Нова Каледония, Палау, Папуа Нова Гвинея, Провинции в КНР, Самоа, Северни Мариански острови, Сингапур, Соломонови острови, Острови Спратли, Тайван, Тайланд, Тонга, Уолис и Футуна, Фиджи, Филипини и Япония.
Обитава крайбрежията на полусолени водоеми, океани, морета, заливи, лагуни и рифове. Среща се на дълбочина от 1 до 13 m, при температура на водата от 28,3 до 28,9 °C и соленост 34,2 – 34,7 ‰.

## Описание
На дължина достигат до 40 cm.